# Toad the Wet Sprocket
Toad the Wet Sprocket es una banda estadounidense de rock alternativo formada en Santa Bárbara, California, en 1986. La formación de la banda consiste en Glenn Phillips (cantante/guitarrista), Todd Nichols (guitarrista), Dean Dinning (bajista) y Randy Guss (baterista). La banda logró bastante éxito en la década de 1990 con los sencillos "Walk on the Ocean", "All I Want", "Something's Always Wrong", y "Fall Down", entre otros. La banda se separó oficialmente en 1998 para dedicarse a otros proyectos, pero en el 2006 la banda se reunió para dar pequeños conciertos hasta que en diciembre del 2010, la banda anunció su reunión oficial para trabajar en el proyecto de lanzar un nuevo álbum, este llegó en octubre de 2013 bajo el nombre de New Constellation. Actualmente se dedica a pequeñas giras a nivel nacional, con una buena cantidad de seguidores locales y un menudo reconocimiento mundial.

## Discografía

### Álbumes de estudio
| Título            | Lanzamiento           | Discográfica     | Notas                      |
| Bread & Circus    | September de 1988     | Columbia Records |                            |
| Pale              | Enero de 1990         | Columbia Records |                            |
| Fear              | 27 de agosto de 1991  | Columbia Records | US #49 1,000,000 (Platino) |
| Dulcinea          | 24 de mayo de 1994    | Columbia Records | US #34 1,000,000 (Platino) |
| Coil              | 20 de mayo de 1997    | Columbia Records | US #19                     |
| New Constellation | 15 de octubre de 2013 | Columbia Records |                            |

### Compilaciones
| Título                      | Lanzamiento           | Discográfica     | Notas                |
| In Light Syrup              | 31 de octubre de 1995 | Columbia Records | US# 37 500,000 (Oro) |
| P.S. (A Toad Retrospective) | 26 de octubre de 1999 | Columbia Records |                      |

### Álbumes en vivo
| Título                                                          | Lanzamiento           | Discográfica     | Notas |
| Welcome Home: Live at the Arlington Theatre, Santa Barbara 1992 | 19 de octubre de 1994 | Columbia Records |       |

### EP
| Título               | Lanzamiento | Discográfica     | Notas |
| Five Live            | 1992        | Columbia Records |       |
| Acoustic Dance Party | 1994        | Columbia Records |       |

### Compilaciones en video
| Título                  | Lanzamiento | Discográfica                   | Notas |
| Seven Songs Seldom Seen | 1992        | Sony Music Video Entertainment |       |

### Sencillos
| 1989                                              | "One Little Girl"                          | —  | —  | 24 | —  | Bread & Circus              |
| 1990                                              | "Come Back Down"                           | —  | —  | 27 | —  | Pale                        |
| 1990                                              | "Jam"                                      | —  | —  | —  | —  | Pale                        |
| 1992                                              | "Is It For Me"                             | —  | —  | —  | —  | Fear                        |
| 1992                                              | "All I Want"                               | 15 | 8  | 22 | 22 | Fear                        |
| 1992                                              | "Hold Her Down"                            | —  | —  | —  | —  | Fear                        |
| 1992                                              | "Walk on the Ocean"                        | 18 | 21 | —  | 14 | Fear                        |
| 1993                                              | "I Will Not Take These Things for Granted" | —  | —  | —  | —  | Fear                        |
| 1994                                              | "Fall Down"                                | 33 | 31 | 1  | 5  | Dulcinea                    |
| 1994                                              | "Something's Always Wrong"                 | 41 | 34 | 9  | 22 | Dulcinea                    |
| 1995                                              | "Fly From Heaven"                          | —  | —  | —  | —  | Dulcinea                    |
| 1995                                              | "Stupid"                                   | —  | —  | —  | —  | Dulcinea                    |
| 1995                                              | "Good Intentions"                          | —  | 23 | 20 | 19 | In Light Syrup              |
| 1997                                              | "Come Down"                                | —  | 51 | 13 | 17 | Coil                        |
| 1997                                              | "Whatever I Fear"                          | —  | —  | —  | —  | Coil                        |
| 1997                                              | "Crazy Life"                               | —  | —  | —  | —  | Coil                        |
| 1999                                              | "P.S."                                     | —  | —  | —  | —  | P.S. (A Toad Retrospective) |
| "-" indica que el sencillo no entró a los charts. |                                            |    |    |    |    |                             |

- Datos: Q2166292
- Multimedia: Toad the Wet Sprocket / Q2166292